# Emil Lask
Emil Lask (1875-1915) fou un filòsof austríac de l'escola del neokantisme que va distingir entre l'esfera del ser i l'esfera dels valors, intentant apropar la metafísica al realisme. Aquest apropament no significa que rebutgi allò irracional, ja que segons ell existeix una realitat no sensible que dinamita l'oposició tradicional entre ser i no ésser.
La seva filosofia es troba influïda pel pensament de Heinrich Rickert i Edmund Husserl i al seu torn va influir en les obres de joventut de Martin Heidegger

## Obres
- - Fichtes Idealismus und die Geschichte Tübingen, 1902.
  - Rechtsphilosophie a: Die Philosophie im Beginn des 20. Jahrhunderts. Festschrift für Kuno Fischer editat per Wilhelm Windelband, Heidelberg, 1907.
  - Die Logik der Philosophie und die Kategorienlehre Tübingen, JCB Mohr, 1911.
  - Gesammelte Schriften editat per Eugen Herrigel, Tübingen: Mohr, 1923-24 (3 volums); reimpressió: Jena, Scheglmann, 2002.
  - Filosofia jurídica a The Legal Philosophies of Lask, Radbruch i Dabin traduït per Kurt Wilk (Cambridge, Mass.; Harvard UP, 1950; sèrie 20th Century Legal Philosophy, vol. IV), pp 1-42.
  - La logique de la philosophie et la doctrine de les categories. Etude sur la forme logique et sa souveraineté París, Vrin, 2002[cal citació]